# خلاقیت

یک تصویر از لامپ روشن نماد وجود خلافیت است.

خلاقیت یا آفرینندگی، توان ساختن یا خلق نمودن چیزی نو است؛ راهکاری نو برای حل یک مشکل، یک روش یا یک دستگاه نو، یا یک شیء یا فرم نو هنری. «خلاقیت بشر تعریفی از قابلیت‌های اقتصاد، زندگی، فناوری، صنایع نو، ثروت نو و کلیهٔ چیزهایی است که از یک اقتصاد خوب جریان می‌گیرند. خلاقیت چند وجهی و چند بعدی است. فقط محدود به یک نوآوری فناورانه یا یک مدل کسب‌وکار نوین نیست. چیزی نیست که بتوان آن را در یک جعبه نگه داشت و هنگامی که کسی وارد دفتر کار می‌شود آن را باز نمود. خلاقیت شامل انواع متمایز فکرکردن و عاداتی است که بایستی هم در افراد و هم در جامعه گرداگرد آن‌ها کاشته شود.»

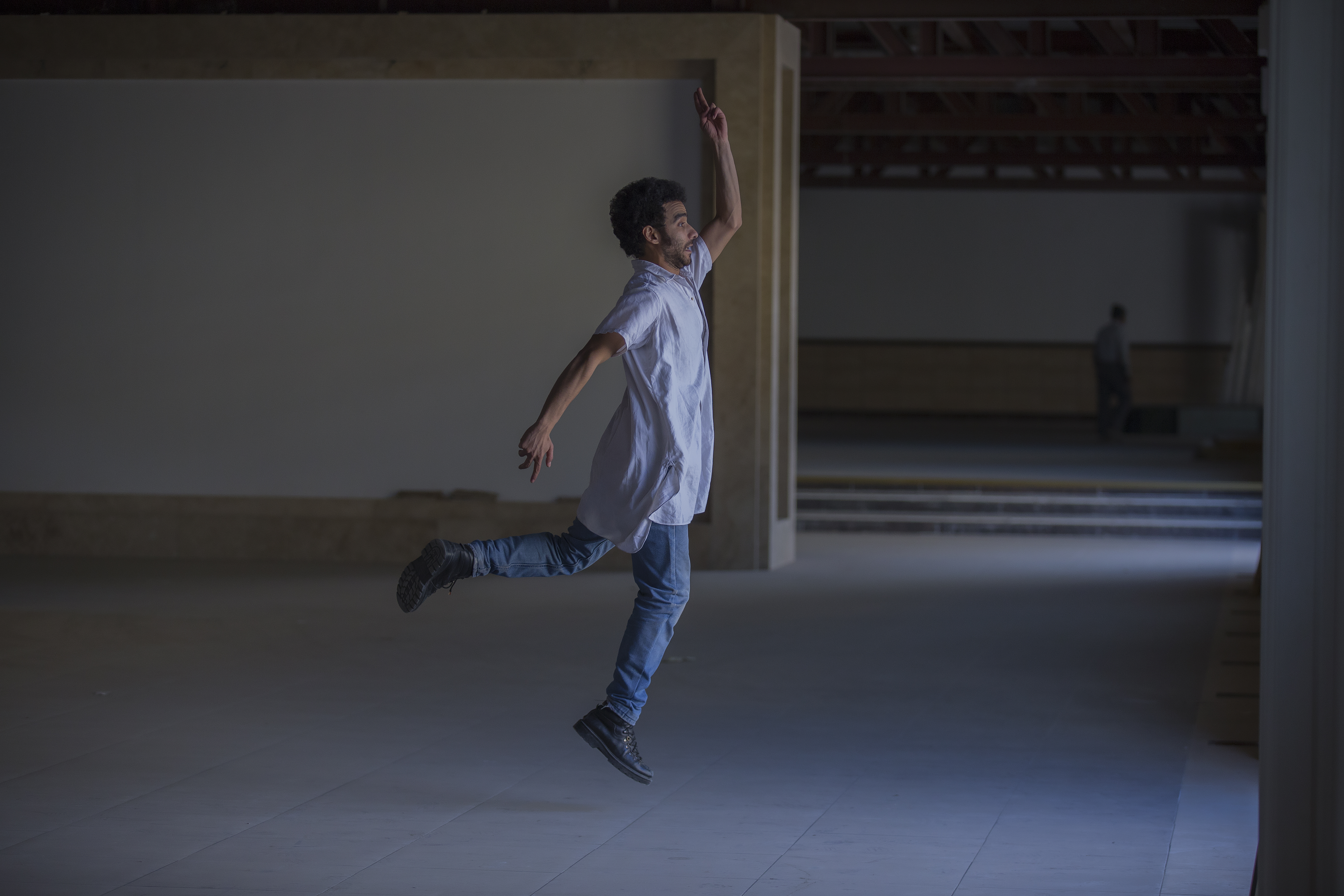
طراحی رقص شخصی در تئاتر تجربی که خلاقانه و توسط بازیگر طراحی میگردد

1. خلاقیت مهم‌ترین و اساسی‌ترین قابلیت و توانایی انسان و بنیادی‌ترین عامل ایجاد ارزش است که در همهٔ ابعاد و جوانب زندگی وی نقش کاملاً حیاتی ایفا می‌کند. خلاقیت و نوآوری از والاترین ویژگی‌های انسان است. همهٔ علوم، تولیدات، فناوریها، صنایع، ابداعات، اختراعات، هنرها، ادبیات، موسیقی، معماری و به‌طور کلی اساس انواع تمدن‌ها از ابتدا تاکنون و کلیهٔ دستاوردهای بشری، جلوه‌های گوناگونِ خلاقیت و نوآوری است. تمدن انسانی و زندگی وی بدون خلاقیت امکان‌پذیر نیست. توسعه خلاقیت  هر فردی میلیاردها سلول مغزی دارد و ما انسانها تنها از یک میلیونیوم ان سلولها در زندگی بهره میگیریم حتی نامدارترین دانشمندان هم از تعداد کمی سلول مغزی خود استفاده میکنند . پس همه ما اگر راهی را برای بهره گیری بیشتر از سلولهای مغزی خود پیدا کنیم میتوانیم خلاق باشیم . این راه در ادبیات کارآفرینی خلاقیت نام دارد.[۳]

## نام
خلاقیت در عربی معادل واژه ابداع است که در زبان فارسی ابداع مترادف خلق (خروجی خلاقیت) است.

## تعریف خلاقیت
خلاقیت مفهومی است که تعریف آن در طول زمان تغییر کرده‌است و پژوهشگران مختلف تعاریف متعددی برای آن ارائه نموده‌اند که البته اشتراک معنایی زیادی دارند. «خلاقیت به عنوان یک فرایند ذهنی تعریف شده‌است که افراد را قادر می‌سازد تا دربارهٔ ایده‌های نوین و کاربردی فکر کنند.» «خلاقیت معمولاً به عنوان کلید اثر بخشی سازمان و یک الزام برای موفقیت طولانی مدت تعریف شده‌است.» خلاقیت یک مهارت ذهنی (پایا) یا یک فرایند (پویا) است که ما را برای ایجاد هرگونه ایده جدید در هر زمینه تجهیز می‌کند. پس خلاقیت اساساً شاخه دانش یا علم نیست. در عوض، این مهارتی است که ممکن است از طریق روش‌های مختلف بهبود یابد.
تورنس، خلاقیت را به عنوان نوعی مسئله‌گشایی مد نظر قرار داده‌است. به نظر وی تفکرِ خلاقِ مختصر عبارتست از فرایند حس کردن مسائل یا کاستی‌های موجود در اطلاعات، فرضیه‌سازی دربارهٔ حل مسائل و رفع کاستی‌ها، ارزیابی و آزمودن فرضیه‎ها، بازنگری و بازآزمایی آن‌ها و سرانجام انتقال نتایج به دیگران.
خلاقیت شامل تولید چیزی است که هم اصیل و هم ارزشمند باشد و نشأت گرفته از فرایندهای خودآگاه و ناخودآگاه انسان می‌باشد. از نظر یک دیدگاه علمی محصولات تفکر خلاق گاهی به تفکر واگرا ارجاع داده می‌شود. همانند دیگر پدیده‌ها در علم یک دیدگاه یا تعریف یگانه از خلاقیت وجود ندارد و به‌طور متنوع به موارد زیر منسوب شده‌است: فرایند شناختی، محیطی اجتماعی، ویژگی فردی، شانس و همچنین مواردی مانند نبوغ، بیماری‌های روانی و شوخ‌طبعی پیوند داده شده‌است.
تعریف مناسب دیگر فرایند فرضیات شکسته‌است تفکرات خلاق زمانی تولید می‌شود که شخص پیش‌فرض‌ها را کنار گذاشته و یک دیدگاه جدیدی را جستجو کند که دیگران به آن نپرداخته‌اند. خلاقیت نیاز به حضور همزمان تعدادی از ویژگی‌ها از قبیل هوش، پشتکار، غیرمتعارف بودن و توانایی تفکر به سبکی خاص دارد. خلاقیت، خودکار و بدون زحمت و تلاش است و غالباً همچون تصورات ذهنی خودانگیخته به وجود می‌آید. برای آن مراحلی توسط هلم هولتز و والاس پیشنهاد شده‌است: ۱-آمادگی ۲-دوره نهفتگی ۳-الهام ۴-تحقق.

## تئوری خلاقیت
یک تئوری وابسته به عناصر توسط تریزا آمابایل Teresa Amabile عنوان می‌کند که: «سطوح ادامه داری از میزان کم و میزان معمولی خلاقیت در زندگی روزمره وجود دارد، که تا سطوح بالای خلاقیت در ابداعات اساسی، نمایش، اکتشافات علمی و کارهای هنری به چشم می‌خورد. بعلاوه، درجه ای از خلاقیت در کار هر فرد حتی در یک زمینه محدود، وجود دارد. سطح خلاقیتی که هر فرد در یک نقطه زمانی ایجاد می‌کند، تابع اجزاء خلاقیت است که در همان زمان به کار می‌روند، و در درون و اطراف آن فرد وجود دارند. سه جزء مرتبط با فرایند خلاقیت هستند. اول مهارتهای مرتبط به یک زمینه مثل مهارتهای فنی در یک حوزه مشخص، دوم مهارتهای مرتبط با خلاقیت از قبیل فرایندهای شخصیتی و شناختی در راستای تفکر نوین، سوم انگیزه انجام کار خصوصاً انگیزه ذاتی برای شرکت در فعالیتها، احساس لذت، یا تمایل فردی به رقابت. عامل سوم با عامل چهارم یعنی محیط اجتماعی که یک فرد در آن حضور دارد، در تعامل است.»
فرایندهای مرتبط با خلاقیت (مهارتهای مرتبط با خلاقیت) شامل یک شیوه شناختی و ویژگیهای شخصیتی است که در راستای استقلال، قبول ریسک، دیدگاه نوین نسبت به مسائل، و همچنین برخورداری از روش کاری منظم و مهارتهای ایجاد ایده، می‌باشد.

## فرایند خلاقیت
بعد از تعریف خلاقیت و درک چیستی آن، می‌بایستی با فرایندی که برای دستیابی به راه‌حل‌های خلاقانه طی می‌شود، آشنا شویم. فرایند حل خلاقانه مسائل، دارای الگویی شش مرحله‌ای است.

### مرحله اول: حقیقت یابی
حقیقت یابی شامل گام‌های زیر است:
- تعریف مسئله: در این مرحله فرد مسائلی را که باید حل کند شناسایی و انتخاب می‌کند.
- آماده‌سازی: جمع‌آوری و گزینش داده‌های مربوط به موضوع که این داده‌ها شامل دانشی که از قبل در ذهن وجود داشته به علاوه دانش‌هایی است که جدیداً برای حل خلاق مسئله جمع‌آوری می‌کنیم.

نکته‌ای که در مورد جمع‌آوری داده‌ها باید مورد توجه قرار گیرد این است که جمع‌آوری اطلاعات در حجم زیاد و با شیوه‌ای نامناسب، باعث عدم رشد خلاقیت می‌شود. جان لیتکس متخصص علوم تربیتی آمریکا گفته‌است: «اطلاعات ممکن است قدرت تصور را خفه کند.» به همین دلیل، روش صحیح جمع‌آوری داده‌ها باید مورد توجه قرار گیرد؛ لذا باید «به حقایق برجسته در زمینه مربوطه پرداخته و بعد شروع به تدبیر فرضیات ممکن کنیم سپس دوباره به مرحله ابتدایی برگشته و تمام حقایق موجود در آن زمینه را مورد بررسی قرار دهیم.» (ریمون کیوی و لوک وان کامپنهود ۱۹۸۸).

### مرحله دوم: پالایش
داده‌های جمع‌آوری شده نیاز به پالایش و طبقه‌بندی اساسی دارد تا اطلاعات سره از ناسره را از هم جدا کرده و میان اندیشه‌ها و مطالب مناسب و
بیهوده تفکیک قائل شویم و آن‌هایی را که به درد نمی‌خورند در سطل زباله‌ای بزرگ بریزیم.

### مرحله سوم: تجزیه و تحلیل
در این مرحله، فرد در عمق اطلاعات دریافتی به کنکاش و جستجو می‌پردازد و مطابق با مسئله و هدفی که از حل مسئله دارد، از اطلاعات استفاده می‌کند. البته بخشی از این تلاش به صورت ناآگاهانه بوده و ذهن به‌طور ناخودآگاه به پردازش اطلاعات موجود می‌پردازد که به آن «دوره کمون» (والاس ۱۹۲۶) نیز گفته می‌شود.

### مرحله چهارم: ایده‌یابی
در این مرحله، به کمک داشته‌های ذهنی که در مراحل اول تا سوم طی فرآیندهای ویژه‌ای جمع‌آوری و پردازش شده‌اند، فرد شروع به تولید ایده‌های خلاقانه می‌کند که شامل گام‌های زیر است:
- ایجاد ایده‌ها: تدبیر ایده‌های آزمایشی موقت به عنوان سرنخ‌های ممکن
- پروراندن ایده‌ها: این مرحله با انتخاب مفیدترین ایده‌های حاصله و افزودن یا تغییر و ترکیب آن‌ها که منجر به ایجاد ایده‌های جدیدتر و متکامل‌تر می‌شود انجام می‌پذیرد.

### مرحله پنجم: راه حل یابی
این مرحله شامل دو گام زیر است:
- ارزشیابی فرد: فرد از این طریق بهترین ایده‌های تولید شده را انتخاب می‌کند.
- گزینش: انتخاب راه حل نهایی از میان ایده‌های گزینش شده و پیاده‌سازی آن

### مرحله ششم: دریافت بازخوردها
این مرحله، پس از پیاده‌سازی ایده‌هایی که در مرحله پنجم گزینش شد، صورت می‌گیرد. با گرفتن بازخورد مناسب ضعف‌ها و کاستی‌های ایده‌ها مورد بررسی قرار گرفته و با استفاده از تجربیات عملی، ایده‌ها متکامل‌تر و عملی‌تر می‌شوند.
طی این مراحل، در مرحله اول تا سوم فرد با استفاده از نیروی تعقل به جمع‌آوری اطلاعات و بازپروری آن‌ها می‌پردازد. در مرحله چهارم که اوج تعامل قوه تفکر و تخیل است و باید آن را هنگامه بروز جوانه‌های خلاقیت در ذهن آدمی دانست، با استفاده از قدرت تصور و خیال پردازی و با کمک داده‌های پردازش یافته مراحل قبل، ذهن موفق به ابداع ایده‌های درخشان می‌شود. در مرحله پنجم و ششم به کمک قوه داوری و قضاوت که خود از شئون تفکر است و پیشتر در مورد آن توضیح داده شد، بهترین و عملی‌ترین راه‌ها را انتخاب و با گرفتن بازخورد مناسب به کمک تفکر علت و معلولی و قضاوتی، یافته‌های ذهنی را به راه حل‌های عملی و کارامد تبدیل می‌کنیم. برخی دیگر بر اساس نظریه معرفت شناختی برای فرایند خلاقیت مراحل دیگری را بیان داشته‌ان.

## خصوصیات افراد خلاق
افراد خلاق خیال‌پرداز هستند و رویاهای خود را بهتر به خاطر می‌آورند و ساده‌تر از دیگران هیپنوتیزم می‌شوند. اسکیزوفرنی و خلاقیت به طرقی با هم ارتباط دارند. چون افراد بسیار خلاق در بین بستگان افراد اسکیزوفرن بسیار دیده شده ممکن است پیوند ژنتیکی مستقیمی بین این دو خصوصیت وجود داشته باشد.
مندلسون عنوان کرد تفاوت در تمرکز توجه، علت تفاوت در خلاقیت است. اگر کسی بتواند تنها به دو چیز در یک زمان توجه کند فقط یک قیاس ممکن در آن زمان می‌تواند کشف شود، اگر به چهار چیز توجه کند شش مقایسهٔ ممکن وجود خواهد داشت. افراد خلاق توجه نامتمرکز دارند که با سطوح پایین فعال‌سازی قشری همراه است، از سوی دیگر افراد غیر خلاق توجه خود را زیادتر متمرکز می‌کنند و این آن‌ها را از فکر کردن در ایده‌های نوآورانه بازمی‌دارد.
مارتیندل وایزنک مطرح می‌کند خلاقیت یک سندرم بازداری زدایی است.
افراد خلاق روش‌های گوناگون اغلب نامأنوسی را به کار می‌برند که معتقدند در خلاقیت بیش‌تر به آن‌ها کمک می‌کند. شاید رایج‌ترین روش، گوشه‌گیری باشد که نزدیک به محرومیت حسی است یعنی شرایطی که انگیختگی قشری را کاهش می‌دهد که این موضوع به علت حساسیت بیش از حد آن‌هاست. این افراد از نظر فیزیولوژیایی بیش‌واکنشی دارند.
افراد خلاق شیفتهٔ تازگی هستند و به دنبال تحریک ذهنی و نه محرک‌های قوی و مخاطره‌آمیز جهان واقعی هستند.
با استفاده از پت، یافتهٔ جدید این است که هرس کردن نورونی که در میان سطح عادی و سطح سایکوپاتولوژی واقع شود می‌تواند موجب خلاقیت شود.
دلایل دیگری که برای ارتباط نیمکرهٔ راست با خلاقیت وجود دارد این است که افراد خلاق تنها طی این فرایند و نه به‌طور کلی تکیه بیشتر بر نیمکرهٔ راست دارند.
افراد با خلاقیت بالا دچار ناکارایی در بازداری شناختی هستند که قطعهٔ پیشانی مسئول آن است، بنابراین باید سطوح پایین‌تری از فعال‌سازی قطعهٔ پیشانی را در افراد خلاق مشاهده کنیم که آزمایش‌ها و ارائهٔ تکالیف این فرضیه را تأیید کرده‌است.
افراد خلاق عموماً ویژگی‌های دارند که آن‌ها را از سایر مردم متمایز می‌کند. این ویژگی‌ها که همان ظهور و بروز نیروهای تفکری و تخیلی انسان در منظر و دیدگاه دیگران و تحقق عملکردهای آن‌ها در عالم خارج است، عبارتند از:
- هوش:

افراد خلاق، همواره به اندازه کافی از هوش برخوردارند؛ یعنی لزوماً انسان‌های دارای هوش بالا، انسان‌های خلاقی نیستند. بلکه کسانی خلاق هستند که توانسته‌اند هوش خود را به نحو مطلوبی تربیت و سازماندهی کنند.
- فکر سیال:

از توانایی ایجاد سریع تعداد زیادی ایده برخوردار است.
- انعطاف‌پذیری ادراکی:

توانایی دست کشیدن از یک قاعده و قانون و چارچوب و یافتن چارچوب‌های جدید را دارند. به بیانی دیگر، ذهن آن‌ها بهتر و سریع تر می‌تواند قالب شکنی کند و به الگوهای جدید دست یابد.
- ابتکار:

توانایی و تمایل به ایجاد جواب‌های غیرمعمول و مرسوم را در واکنش به محرک‌های محیطی دارند. تنوع طلبی و بیزاری از انجام کارها به صورت روتین از دیگر خاصیت‌های این ویژگی است.
- استقلال رأی و داوری:

به خود متکی بودن و سنجش افکار و ایده‌ها بر مبنای منطق و استدلال به دور از وابستگی‌ها و غوغا سالاری‌ها و عدم تمایل به همرنگی با جماعت از دیگر ویژگی‌های این افراد است.
- اعتماد به نفس:

به توانایی خود اعتماد و باور دارند و تصویری واقعی از امکانات و حدود توانمندی‌های خود دارند.
- خطرپذیری:

از انتقاد و شکست ترسی ندارند و اشتباهات را فرصت‌هایی برای یادگیری تلقی می‌کنند.
- تمرکز ذهنی:

به‌طور فعال و پرتلاش، هم از نظر ذهنی و هم از نظر عملی، به ایده می‌پردازند.
- دانش:

افراد خلاق، سال‌های زیادی را برای کسب دانش و تسلط بر موضوع مورد علاقه خود صرف می‌کنند و علاوه بر آن همواره در حال توسعه دائمی دانش و آگاهی خود هستند.
- پیشینه تاریخی:

افراد خلاق، عموماً در زندگی دچار رخدادهای متنوعی بوده‌اند و بعضاً فقدان‌های بزرگی نظیر والدین یا امکانات مالی داشته‌اند. این فقدان‌ها عموماً موجب برانگیختن احساس نیاز شده و فرد را واداشته‌اند تا در جهت رفع نیاز خود به راه حل‌های خلاقانه بیندیشد.
- نیاز به کسب موفقیت:

افراد خلاق نیاز دارند در کسب هدف‌های خود، به موفقیت‌هایی دست پیدا کنند. این نیاز منبعی قوی و دلگرم‌کننده برای تلاش مضاعف فرد در زمینه دستیابی به راه حل‌های تازه، ریسک پذیری بیشتر و تمرکز قوی تر بر روی موضوع است.

## موانع رفتاری و ارزشی بروز خلاقیت
پاره‌ای از دلایل و عوامل باز دارنده خلاقیت عبارتند از:
- گمان اینکه مسئله تنها یک راه حل درست دارد.
- سعی بر اینکه همیشه منطقی باشیم.
- طاعت بی چون و چرا از قوانین.
- ترس از ابهامات و علاقه به مشخص بودن همه چیز.
- اصرار بر اینکه همیشه عملی فکر کنیم.
- ترس از شکست و پرهیز از انجام کارهای مخاطره انگیز.
- عدم تفریح و سرگرمی.
- تخصص پیدا کردن تنها در یک کار.
- ترس از احمق جلوه داده شدن توسط دیگران.
- تمایل به همرنگی با جماعت.
- اعتقاد نداشتن به اینکه می‌توانیم خلاق باشیم.

## ایدئولوژی غیر خلاق
بر اساس برخی نظریه‌های معرفت شناختی، بخش بزرگی از موانع خلاقیت مربوط به ایدئولوژی غیر خلاق است. این ایدئولوژی حاکی و ناشی از نوعی معرفت‌شناسی است که روال فکری خاصی را پیشنهاد می‌کند. به عنوان مثال ادوارد دوبونو نهادینه شدن تفکر خطی را موجب خشک شدن چشمه خلاقیت می‌داند. تفکر خطی، خود از نوعی معرفت‌شناسی ناشی می‌شود و به عقیده برخی کارشناسان به تفکر و منطق ارسطویی بازمی‌گردد. در منطق ارسطویی، بنا به مقتضای کژکارد تعریف جنس و فصلی، ذهن بر مبنای اکتفاء بر یافتن تعریف واحد، کمتر انگیزه برای واکاوی‌های جانبی پیدا می‌کند.

## راه‌های پرورش خلاقیت
به خاطر پرورش خلاقیت باید کارهایی انجام دهیم که از طرفی دانش و تجربهٔ ما را که به عنوان مادهٔ خام خلاقیت هستند بالا ببرد و از طرف دیگر شیوهٔ تفکر ما را اصلاح و هدایت کند و از سویی قدرت تخیل ما را بهبود بخشیده و امکان تصورسازی به ما بدهد.
می‌دانیم که خلاقیت نوعی تکاپوی فکری و ذهنی برای دست یابی به اندیشه‌های بدیع است. پس کارهایی که بتواند ذهن را در این راستا به تکاپو وادارد و به ما فرصت اندیشیدن و تبلور آن را در جهان خارج بدهد، موجب افزایش خلاقیت می‌شود.
- تجربه:

غنی‌ترین منبع سوخت و عاملی است که موجب می‌شود انسان بتواند ایده‌های خلاقانه ارائه بدهد.
تجربه را می‌توان از انجام کارهای متنوع و مخاطره‌انگیز، مسافرت مخصوصاً با شرایط سخت و مصیبت‌بار و به مکان‌های دور افتاده، تماس‌های شخصی با دیگران به ویژه کودکان، خواندن شرح حال افراد، تماشا کردن تلویزیون، گوش کردن رادیو و … به دست آورد.
- بازی‌های فکری:

حل معما، جدول، شطرنج، کلمات متقاطع، بیست سوالی‌ها، بازی در هوای آزاد، حل مسائل ریاضی بخصوص مسائل هندسه و احتمال که نوعی ورزش ذهنی هستند در تقویت قدرت تفکر مؤثرند.
- کوشش زیاد:

آنچه موجب خلاقیت می‌شود، لزوماً هوش و نبوغ فوق‌العاده نیست بلکه کوشش مضاعفی است که افراد خلاق انجام می‌دهند تا مغز را به تصور وادارند. سخت کوشی و عادت کردن به کار و تلاش ما را در هنگام تولید ایده‌های خلاقانه یاری می‌کند.
- دانش:

بروز ایده‌های نو نیاز به دانش فراوان دارد. در حقیقت دانش مادهٔ اولیهٔ تصورسازی است توسعهٔ دائمی دانش و اطلاعات وسیع در بروز ایده‌های خلاقانه نقش بی‌بدیلی دارند.
- روحیهٔ پرسش‌گری:

تقویت روحیهٔ پرسش‌گری و اینکه انسان از طرح پرسش‌های به ظاهر کودکانه واهمه نداشته باشد و پرسش‌های چالش‌برانگیز مطرح کند، باعث پرورش کنجکاوی در انسان می‌شود و ساختارشکنی قالب‌های ذهنی را تسریع می‌کند.
- زندگی انتزاعی:

تمام کارهایی که در زندگی انجام می‌شود یا حتی انسان‌های پیرامون، می‌توانند به صورت انتزاعی و سمبولیک باشند. به‌طور نمونه: کدام یک مثبت و کدام یک منفی است؟ احتمالاً برنامه‌هایی وجود دارد که هم مثبت هستند و هم منفی. این باعث می‌شود تا ذهن مدام بپرسد: چگونه می‌توانم مثبت را در زندگی‌ام افزایش دهم؟ اینگونه شخص زندگی خود را انتزاعی کرده و در نتیجه خلاقیت مغز را به کار انداخته‌است.

## موانع خلاقیت در ایران
در توصیف موانع خلاقیت در فرهنگ ایرانی موانع زیر را برشمرده‌اند:
1. آموزش ناهمسو با کارآفرینی و خلاقیت
2. استفاده از الگوهای قالبی
3. شتابزدگی در ارزیابی
4. تأکید بر مفروضات قبلی
5. فشارهای اجتماعی
6. چاره‌جویی‌های کوتاه‌مدت
7. عدم تمایل به تغییر

بسیاری از اندیشمندان وضعیت آفرینندگی را در ایران وضعیت خوبی ارزیابی نمی‌کنند. علّت اینکه ما در تولید علوم انسانی-اسلامی و نیز سازه‌های سخت، کُندیم، شاید این‌ست که گاه اساساً (۱) به لحاظ نگرشی معتقد به ضرورت نوآوری نیستیم و آن را یک کالای لوکس تلقی می‌کنیم. (و اتفاقاً نیاز خود را به تولیدات نو، با تقلید و واردات حل می‌کنیم) علّت دیگر شاید این است که (۲) به روش‌های خلّاقانه فکر کردن، باور نداریم؛ یا (۳) نسبت و نوع تعامل ثوابت و باورهای دینی و نوفهمی و نوآوری را به‌طور شفاف نمی‌دانیم و میان ثابت و متحول، خط‌کشی‌های ذهنی و تجارب عینی الهام‌بخش نداریم.
بسیاری از صاحب نظران در زمینهٔ آموزش و پرورش، یکی از دلایل عدم شکوفایی خلاقیت در امر تحصیل دانش‌آموزان ایرانی را تأکید بر حفظیات کتاب‌های درسی و حجم بالای کتاب‌ها می‌دانند. همچنین آن‌ها بر این عقیده هستند که مواجهه با انبوهی از اطلاعات کم کاربرد و ثقیل و همچنین روند صرفاً معلم محور تدریس می‌تواند رشد خلاقیت را محدود کند.